# Pablo Arraya
Pablo Arraya, né le 21 octobre 1961 à Córdoba, est un ancien joueur de tennis professionnel péruvien.

## Biographie
Pablo Arraya est le frère aîné de Laura Gildemeister, elle aussi joueuse de tennis professionnelle. Il a représenté le Pérou aux Jeux olympiques d'été de Barcelone en 1992.

## Palmarès

### Titre en simple messieurs
| No | Date       | Nom et lieu du tournoi            | Catégorie | Dotation | Surface      | Finaliste     | Score    |  |
| -- | ---------- | --------------------------------- | --------- | -------- | ------------ | ------------- | -------- |  |
| 1  | 19-09-1983 | Grand Prix Passing Shot, Bordeaux |           | 75 000 $ | Terre (ext.) | Juan Aguilera | 7-5, 7-5 |  |

### Finales en simple messieurs
| No | Date       | Nom et lieu du tournoi               | Catégorie | Dotation  | Surface      | Vainqueur         | Score         |  |
| -- | ---------- | ------------------------------------ | --------- | --------- | ------------ | ----------------- | ------------- |  |
| 1  | 28-09-1981 | Tournoi de tennis de Madrid, Madrid  |           | 75 000 $  | Terre (ext.) | Ivan Lendl        | 6-3, 6-2, 6-2 |  |
| 2  | 20-09-1982 | Grand Prix Passing Shot, Bordeaux    |           | 75 000 $  | Terre (ext.) | Hans Gildemeister | 7-5, 6-1      |  |
| 3  | 21-11-1983 | Grand Prix de Toulouse, Toulouse     |           | 100 000 $ | Dur (int.)   | Heinz Günthardt   | 6-0, 6-2      |  |
| 4  | 29-09-1986 | Tournoi de tennis de Sicile, Palerme |           | 100 000 $ | Terre (ext.) | Ulf Stenlund      | 6-2, 6-3      |  |

### Titre en double messieurs
| No | Date       | Nom et lieu du tournoi              | Catégorie | Dotation  | Surface      | Partenaire      | Finalistes                | Score         |  |
| -- | ---------- | ----------------------------------- | --------- | --------- | ------------ | --------------- | ------------------------- | ------------- |  |
| 1  | 12-09-1983 | Tournoi de tennis de Sicile Palerme |           | 100 000 $ | Terre (ext.) | José Luis Clerc | Danie Visser Tian Viljoen | 1-6, 6-4, 6-4 |  |

### Finales en double messieurs
| No | Date       | Nom et lieu du tournoi           | Catégorie    | Dotation  | Surface      | Vainqueurs                     | Partenaire       | Score         |  |
| -- | ---------- | -------------------------------- | ------------ | --------- | ------------ | ------------------------------ | ---------------- | ------------- |  |
| 1  | 26-07-1982 | Volvo International North Conway |              | 200 000 $ | Terre (ext.) | Sherwood Stewart Ferdi Taygan  | Eric Fromm       | 6-2, 7-6      |  |
| 2  | 13-06-1988 | Athens International Athènes     |              | 93 400 $  | Terre (ext.) | Rikard Bergh Per Henricsson    | Karel Nováček    | 6-4, 7-5      |  |
| 3  | 29-07-1991 | Philips Head Cup Kitzbühel       | World Series | 337 500 $ | Terre (ext.) | Tomás Carbonell Francisco Roig | Dimitri Poliakov | 6-7, 6-2, 6-4 |  |